# Boston College
Boston College – amerykańska, katolicka uczelnia wyższa z siedzibą w Chestnut Hill w stanie Massachusetts. 
Uczelnię założono w 1863 roku, a funkcjonować zaczęła 5 września 1864 w budynku przy Harrison Avenue w południowej części Bostonu. Ze względu na stale rosnącą liczbę studentów, w 1909 placówkę przeniesiono na przedmieścia tego miasta, do Chestnut Hill, gdzie nabyto tereny o powierzchni 31 akrów. Jesienią 2016 liczba studentów wynosiła 14 250. W 2017 w rankingu najlepszych uniwersytetów w USA uczelnia uplasowała się na 31. pozycji. 
Drużyny sportowe Boston College noszą nazwę Boston College Eagles i występują w NCAA Division I. Najbardziej utytułowaną jest drużyna hokeja na lodzie, która do 2012 pięć razy zdobyła mistrzostwo NCAA.